# Endijs Šlampe
Endijs Šlampe (ur. 24 lipca 1994 roku w Lipawie, Łotwa) – łotewski piłkarz, grający na pozycji prawego obrońcy.

## Kariera piłkarska

### Kariera klubowa
Jest wychowankiem drużyny Liepājas Metalurgs. Początkowo grał w zespole rezerw tej drużyny, która ówcześnie występowała w 1. līdze. W sezonie 2010 razem z nią zajął 4. pozycję w 1. līdze. W sezonie 2011 jego zespół zajął 2 lokatę. W następnym sezonie jego ekipa zakończyła rozgrywki na pierwszym miejscu. Mimo to nie mogli awansować do Virslīgi, ponieważ w niej występował pierwszy zespół tego klubu.
1 stycznia 2013 roku został przeniesiony do pierwszego zespołu tego klubu, który wówczas występował w Virslīdze. W sezonie 2013 jego ekipa zakończyła rozgrywki na 5. lokacie. Na początku 2014 roku jego drużyna Liepājas Metalurgs zakończyła swoją działalność po ogłoszeniu przez właściciela klubu upadłości. Jeszcze w styczniu tegoż roku został założony klub FK Liepāja i jako spadkobierca Metalurgs zajął jego miejsce w lidze i debiutował w najwyższej lidze Łotwy. W związku z zaistniałą sytuacją sportowiec przeszedł na zasadzie wolnego transferu do klubu FK Liepāja. W sezonie 2014 jego drużyna uplasowała się na 4. pozycji.
Nie ma informacji o tym do kiedy wiąże go umowa z klubem FK Liepāja.

### Kariera reprezentacyjna
Dmitrijs Hmizs wystąpił w jednym meczu reprezentacji Łotwy U-16, sześciu spotkaniach tej reprezentacji Łotwy do lat 17, w jednym meczu reprezentacji Łotwy U-18 oraz w sześciu spotkaniach reprezentacji Łotwy do lat 19.
W barwach reprezentacji Łotwy U-21 wystąpił w trzech meczach w ramach eliminacji do Mistrzostw Europy U-21 w 2015 roku w Czechach. Jednak jego drużyna zajęła dopiero, przedostatnie, 4. miejsce w grupie, i w efekcie nie zakwalifikowała się na te mistrzostwa.